# Pulfero
Pulfero es una localidad y comune italiana de la provincia de Udine, región de Friuli-Venecia Julia, con 1.047 habitantes.

## Evolución demográfica
| Gráfica de evolución demográfica de Pulfero entre 1861 y 2001 |
|                                                               |
| Fuente ISTAT - elaboración gráfica de Wikipedia               |

## Galería fotográfica

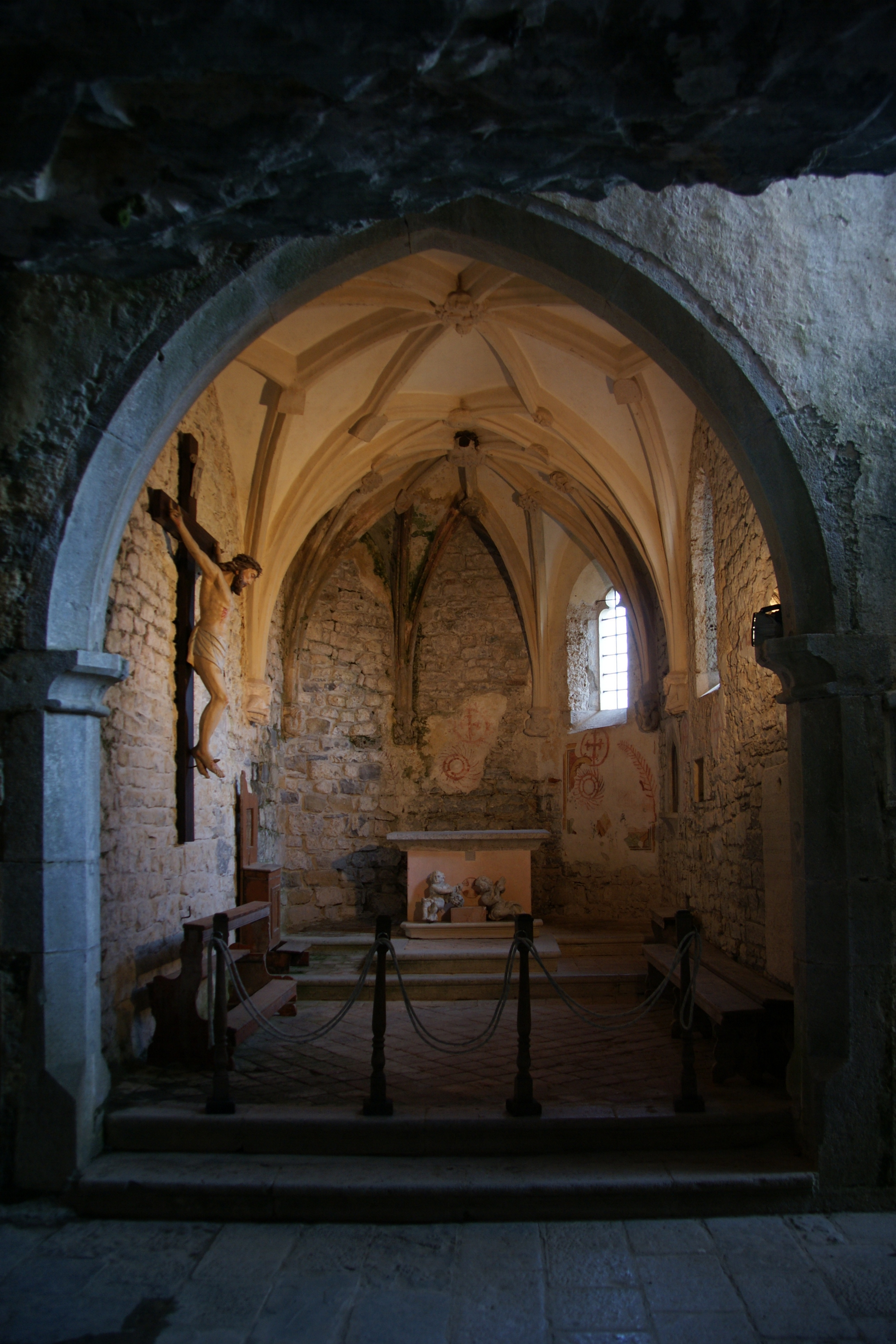
L'iglesia de San Giovanni d'Antro
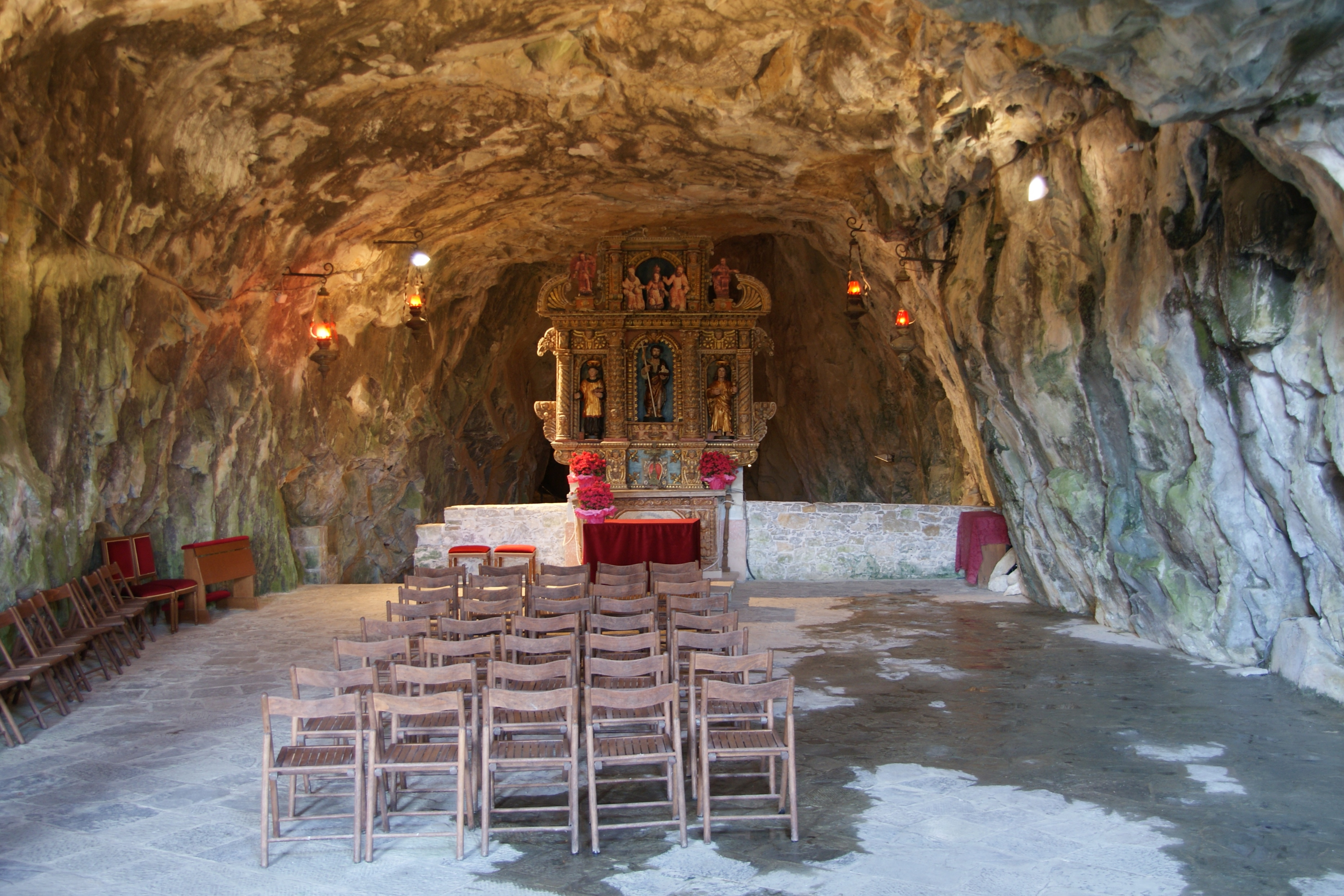
L'iglesia de San Giovanni d'Antro
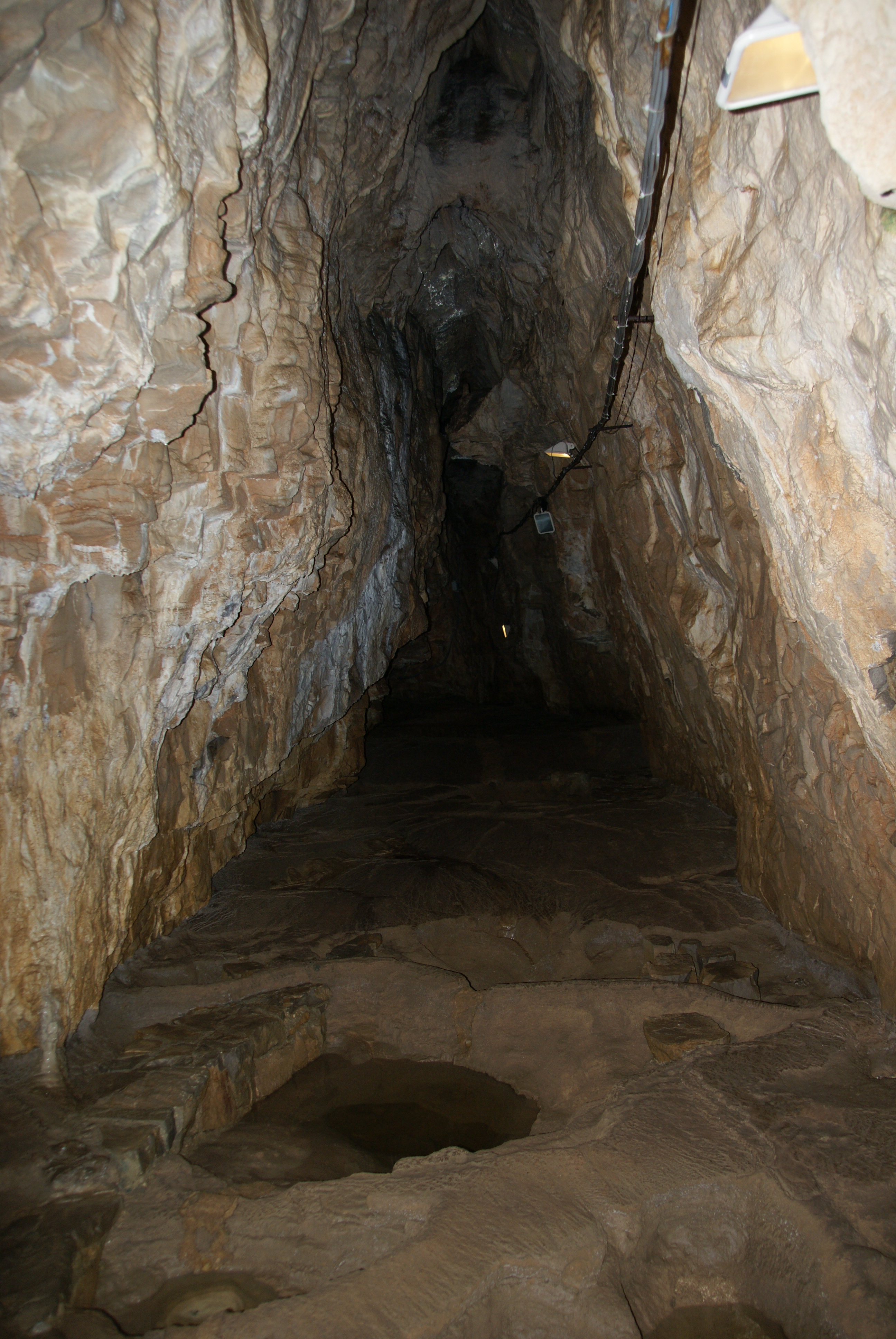
La caverna de San Giovanni d'Antro
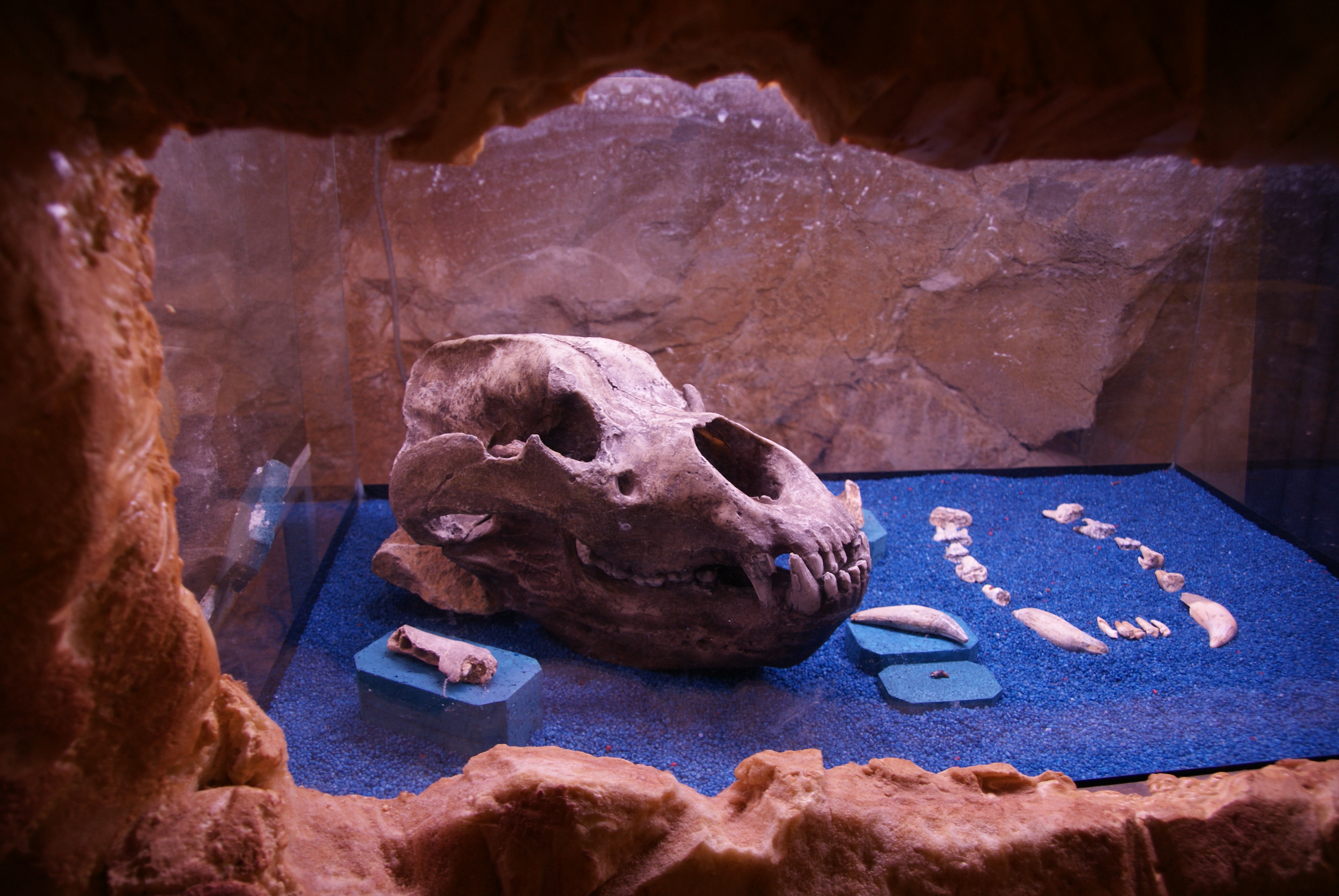
San Giovanni d'Antro - la calavera de Ursus spelaeus